# Maison du 14 rue aux Namps à Caen
La maison du 14 rue aux Namps, appelée aussi maison de Michel Anguier, est un édifice situé à Caen, dans le département français du Calvados, en France et qui est peut-être « l'une des plus anciennes constructions civiles de Caen ». Elle est inscrite au titre des Monuments historiques.

## Localisation
Le monument est situé au no 14 de la rue aux Namps, à l'angle avec la rue des Cordeliers, dans le centre-ville ancien de Caen.

## Historique
La construction de l'édifice est datée du XIIIe siècle au XVIe siècle.
Les caves sont antérieures à la maison car elles se prolongent sous la rue des Cordeliers.
Michel Anguier, imprimeur et éditeur, s'installe en 1520 dans cette maison située à proximité immédiate du palais des facultés et y vit un quart de siècle.
La façade du XVIIe siècle est inscrite au titre des Monuments historiques depuis le 13 avril 1928. La cave du XIIIe siècle ou du XIVe siècle est inscrite le 8 mars 1929.

## Architecture
Les caves sont voûtées.
La maison est munie d'un pignon dépouillé en pierre de Caen.